# Giuseppe Riva (pittore)
Giuseppe Riva (Ivrea, 4 novembre 1834 – Ivrea, 10 novembre 1916) è stato un pittore italiano.
È conosciuto per ritratti, dipinti storici e paesaggi.

## Opere
Nel 1872 espose all'Esposizione internazionale di Milano alcuni ritratti a mezzo busto. A Roma nel 1883 ricevette grandi elogi il dipinto Due pastorelle. All'Esposizione generale italiana di Torino del 1884 presentò il quadro Caterina de' Medici sorpresa da Maria Stuarda mentre legge; in altra esposizione di Belle arti del 1898 propose Ultimi istanti di Cola di Rienzi, Tribuno di Roma.
Del 1901 è il Martirio di san Bartolomeo (520x300) presente nel presbiterio della chiesa di San Bartolomeo a Almenno San Bartolomeo.